# Okrug Zvolen
Okrug Zvolen (slovački: Okres Zvolen) nalazi se u središnjoj Slovačkoj u Banskobistričkom kraju.  U okrugu živi 65 370 stanovnika, dok je gustoća naseljenosti 86,12 stan/km². Ukupna površina okruga je 759,02 km². Glavni grad okruga Zvolen je istoimeni grad Zvolen s 39 175 stanovnika.

## Stanovništvo
| Godina:     | 1994.  | 2004.   | 2014.   | 2024.   |
| ----------- | ------ | ------- | ------- | ------- |
| Broj ljudi: | 67 753 | 67 678  | 69 009  | 65 370  |
| Razlika:    |        | −0,11 % | +1,96 % | −5,27 % |

| Godina:     | 2023.  | 2024.   |
| ----------- | ------ | ------- |
| Broj ljudi: | 65 578 | 65 370  |
| Razlika:    |        | −0,31 % |

## Gradovi
- Sliač
- Zvolen

## Općine
| - Babiná - Bacúrov - Breziny - Budča - Bzovská Lehôtka - Dobrá Niva - Dubové - Hronská Breznica | - Kováčová - Lešť - Lieskovec - Lukavica - Michalková - Očová - Ostrá Lúka - Pliešovce | - Podzámčok - Sása - Sielnica - Tŕnie - Turová - Veľká Lúka - Zvolenská Slatina - Železná Breznica |

## Vanjske poveznice
|  | Zajednički poslužitelj ima još gradiva o temi Okrug Zvolen |

- Informacije o okrugu
- Prezentacija okruga  Arhivirana inačica izvorne stranice od 7. rujna 2011. (Wayback Machine)